# Andrés Marín Esteban
Andrés Marín, cuyo nombre completo era Andrés Marín y Esteban, (Teruel, 4 de febrero de 1843 — Madrid, 27 de julio de 1896) fue un tenor lírico español. Perteneció al coro del Teatro Real, en el que debutó en 1866. Actuó en los mejores escenarios del mundo.

## Biografía
Nació en Teruel el 4 de febrero de 1843 en el seno de una familia humilde. Su padre era zapatero. Gracias a un tío sacristán entró en el coro de la Catedral de Teruel. Recibió su primera formación musical del gran organista Vicente Comas. Se trasladó a Madrid tras fallecer su padre para trabajar como afinador.. 
Fue discípulo de Don Hilarión Eslava, director del Real Conservatorio de Madrid, donde aprendió solfeo y canto junto a su gran amigo Julián Gayarre. Obtuvieron una beca para el conservatorio y allí continuaron su formación con José Inzenga. Ambos tenores comenzaron su carrera musical en los coros del Teatro Real y el Teatro de la Zarzuela, para posteriormente emprender juntos varias giras.

## Trayectoria
Su trayectoria profesional comenzó en 1866 como segundo tenor del coro del Teatro Real. Con veintiún años debutó en el Teatro de los Campos Elíseos. También formó parte de la compañía de ópera italiana de Marty Gutiérrez. En el Teatro Real interpretó óperas como Roberto el Diablo, Linda de Chamounix, El profeta y Guillermo Tell, además de sustituir en El trovador a Aramburo que se había fugado. En Portugal actuó en el Gran Teatro de Lisboa y su consagración internacional tuvo lugar con la representación  en el Covent Garden de Londres de Guillermo Tell, siendo considerado uno de los mejores intérpretes de esta ópera de la historia. En su repertorio también se encuentran óperas como Saffo, Aida, entre otras. 
Pasó por los mejores escenarios de Europa y América, entre los que destacan el Teatro La Scala de Milán, la Ópera de París, la Ópera de Roma, los Teatros de Moscú y San Petersburgo, donde actuó en diversas ocasiones ante el zar Alejandro. En 1876 participó, junto al barítono Mariano de Padilla y la soprano madrileña Adelina Patti, en la representación de Aida asumiendo el rol de Radamés. También actuó en La Habana, compartiendo escenario con los mejores artistas líricos del momento. Rivalizó con tenores como: Julián Gayarre, Angelo Masini o Francesco Tamagno.
Se casó en 1880 con la tiple Elisa Villar y Jurado, conocida como "La Volpini" porque había estado casada con el tenor italiano Ambrosio Volpini. Juntos representaron I Puritani de Bellini, obteniendo un gran éxito en Italia, donde se le conocía como Marini. 
En 1890 decidió abandonar el canto tras el fallecimiento de su gran amigo Julián Gayarre, porque le pareció cercano declinar de sus facultades. Tras dejar su carrera musical regreso a su ciudad natal, donde se había hecho construir una mansión. Allí se dedicó a labores administrativas y políticas, llegando a ser alcalde de Teruel. Uno de sus objetivos fue conseguir una vía férrea que conectase Teruel y Sagunto, con el apoyo de un movimiento ciudadano que reclamaba el fin del aislamiento de la capital. No llegó a ver cumplida esta aspiración. 
Aquejado de nefritis se vio forzado a trasladarse a Madrid para recibir tratamiento y falleció allí el 27 de julio de 1896. Fue enterrado en el Cementerio de la Almudena. 
El 29 de mayo de 1918 la ciudad de Teruel inauguró el nuevo teatro de Teruel al que se le dio el nombre de Teatro Marín y que hoy sigue siendo el principal coliseo de la capital.